# Curtici
Curtici (Hongaars: Kürtös, Duits: Kurtitsch) is een stad (oraș) in het Roemeense district Arad. De stad telt 7453 inwoners (2011). 208 inwoners zijn etnisch Hongaars. 100 jaar geleden vormden de Hongaren met ruim 2000 personen nog een kwart van de bevolking van de stad.
In 1992 waren de Hongaren nog met ruim 21% van de bevolking, sindsdien is het aantal personen dat zegt Hongaars te zijn sterk afgenomen. In 2011 was dit nog 3,8%.

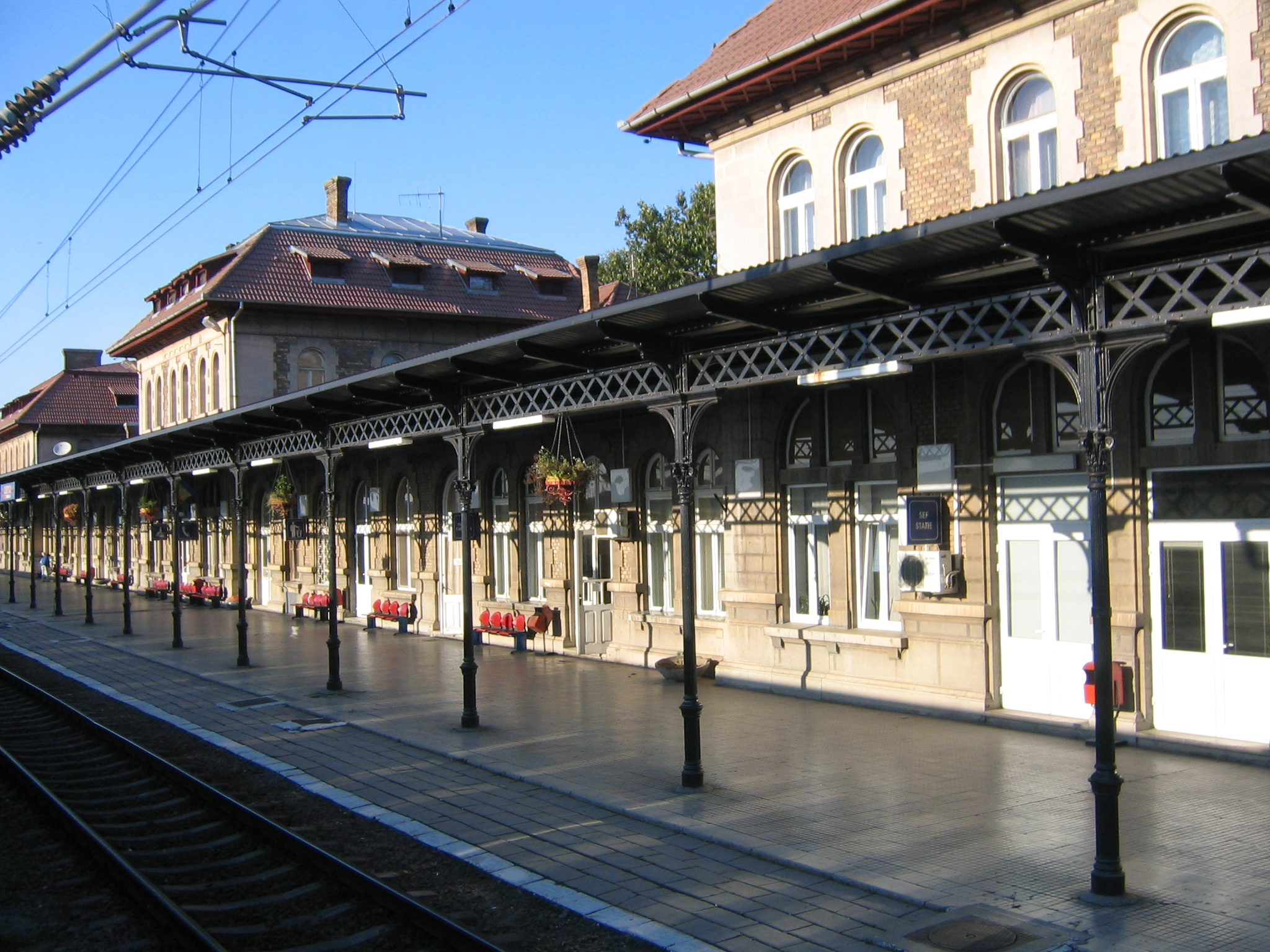
Station van Curtici